# Colias berylla
Colias berylla är en fjärilsart som beskrevs av Fawcett 1904. Colias berylla ingår i släktet Colias och familjen vitfjärilar. Inga underarter finns listade i Catalogue of Life.

## Bildgalleri

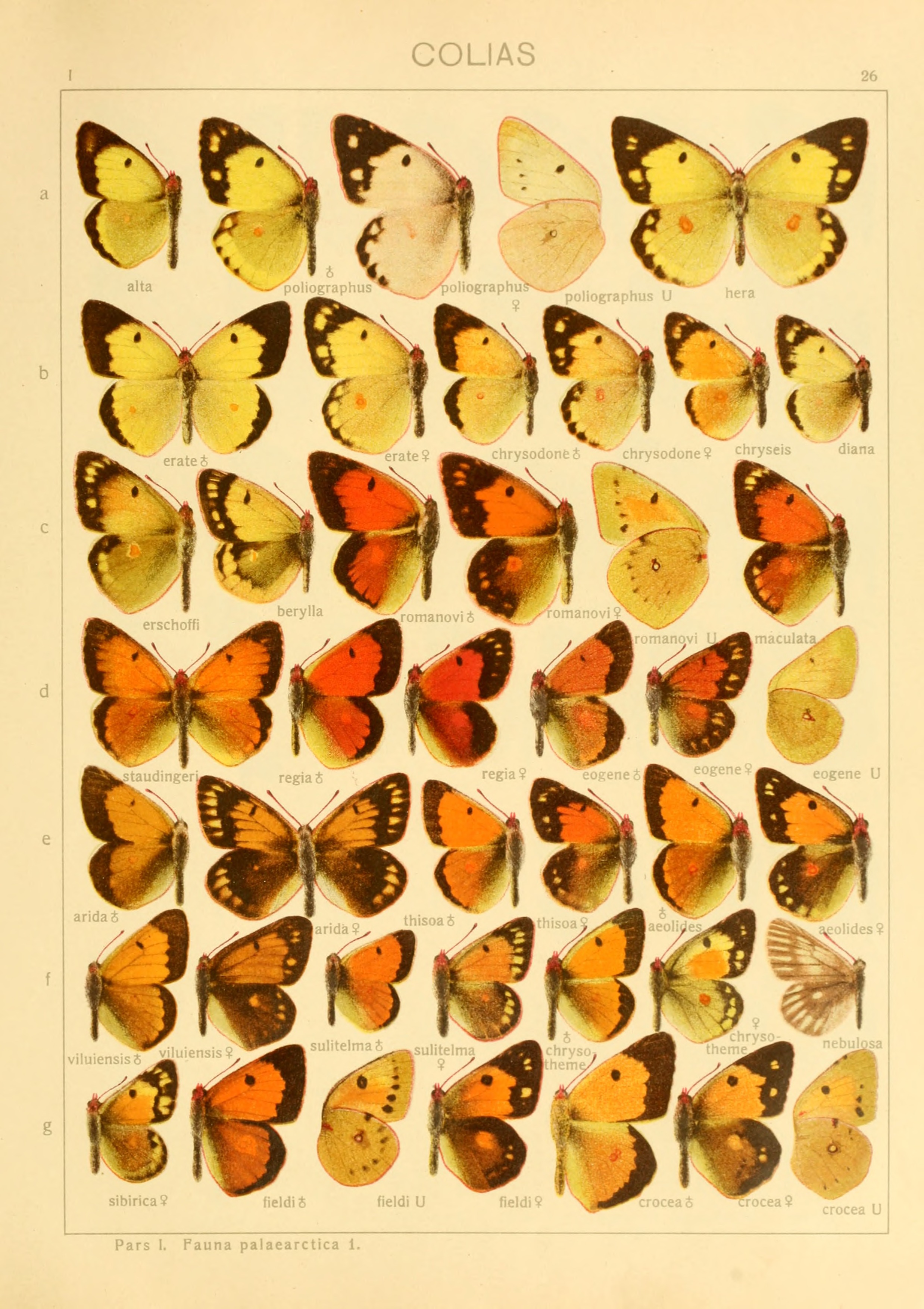